# Sportschau
Die Sportschau ist eine Sportsendung der ARD, die vom WDR in Köln produziert und im Fernsehsender Das Erste ausgestrahlt wird. Neben der Samstagsausgabe, in der Zusammenfassungen der Spiele der Fußball-Bundesliga gezeigt werden, gibt es auch eine Sonntagsausgabe, die über aktuelle Sportereignisse aus verschiedenen Sportarten berichtet.
Zusätzlich werden alle Sport-Liveübertragungen im Ersten unter dem Sendungsnamen Sportschau ausgestrahlt.
Neben der Fernsehsendung betreibt die ARD das multimediale Sport-Nachrichtenportal sportschau.de.

## Geschichte

Logo der Sportschau bis 31. Mai 2016

Die Erstausstrahlung der Sportschau fand am 4. Juni 1961 auf ARD 2 statt. Über Fußball wurde in den ersten acht Wochen überhaupt nicht berichtet, und erst mit dem Start der Fußball-Bundesliga 1963 wurde die Sendung auf den Samstag verlegt. Am Sonntag gab es eine zweiteilige Sportschau, in der Sportarten wie Pferderennsport, Reiten, Handball, Volleyball und Tischtennis im Mittelpunkt standen. Lange Zeit galt die Sendung „Sport aktuell“ des DDR-Fernsehens als Ostgegenstück zur Sportschau und Sachlichkeit als oberstes Ziel, was unter anderem durch die Wahl zum Tor des Monats seit 1971 etwas aufgelockert wurde. Erster Sieger war Gerhard „Gerd“ Faltermeier, dessen Tor vom 28. März 1971 als bestes ausgewählt wurde.
Hauptinhalt der anfangs um 17:45 Uhr am Samstag ausgestrahlten Sportschau war die 1. Fußball-Bundesliga. Das Filmmaterial wurde anfangs mit Motorrädern zur Aufbereitung nach Köln oder in ein nahegelegenes Fernsehstudio transportiert. Durch den zu geringen Zeitabstand vom Spielende um 17:20 Uhr zum Sendebeginn wurde dieser auf 18:00 Uhr verlegt, um die Bearbeitungszeit des Sendematerials zu vergrößern. Allzu oft wurde deshalb auch über die Heimspiele des nur wenige Kilometer entfernt spielenden 1. FC Köln berichtet, wo es diese enge Vorlaufzeit nicht gab. Seit 1984 wurde der Konkurrenzdruck der gerade gestarteten Privatsender immer stärker. Im Jahre 1988 verlor die Sportschau die bisher für 18 Millionen DM erworbenen Übertragungsrechte an den Kölner Privatsender RTL, der dem DFB hierfür pro Saison 135 Millionen DM bezahlte. In den nächsten Jahren erwarb RTL die Übertragungsrechte für die mit Entertainment-Elementen versehene Sendung Anpfiff, bis mit Beginn der Saison 1992/93 der Fernsehsender Sat.1 die Erstverwertungsrechte an der Bundesliga erhielt. Seit der Saison 2003/04 überträgt die Sportschau wieder als erster Free-TV-Sender Bilder vom aktuellen Spieltag am Samstag. In der Zeit zwischen 1992 und 2003 gab es samstäglich nur eine halbstündige Sendung um 17.30 Uhr, die Nachrichten aus der Fußball-Bundesliga der vergangenen Woche beleuchtete.
Die Titelmelodie der Sportschau war die ersten sechs Jahre Topsy und wurde gespielt von Werner Müller nach einem US-amerikanischen Jazzstück der 1930er Jahre; sie wurde ursprünglich als B-Seite der Single Schaufenster Deutschland veröffentlicht. Danach gab es etwa alle 5 bis 15 Jahre neue Titelmelodien. Darunter war auch ein Werk von Dieter Bohlen, das ab 1987 10 Jahre lang verwendet wurde und für das Bohlen kein Geld verlangt hatte. In den 1980er Jahren wurde das Lied „Tour de France“ von der Band Kraftwerk für die Rubrik „Tour de France“ verwendet.
Seit dem 4. Januar 2011 ist eine Sportschau-App für iPod touch und iPhone und auch für Android-Systeme, Windows Phone und Windows 8 erhältlich, mit deren Hilfe unter anderem Sportnachrichten, Liveticker und ähnliche Information abrufbar sind. Nach der Tagesschau-App ist dies die zweite App der ARD.
Am 31. Mai 2016 erhielt die Sportschau anlässlich der Fußball-EM 2016 ein neues Corporate Design der Sendung und Webseite.

## Ausgaben

### Reguläre Ausgaben
Während der laufenden Saison in den drei höchsten deutschen Fußballligen laufen in der Regel pro Wochenende bzw. Spieltag vier moderierte Ausgaben der Sportschau im Magazinformat.
Für das der Sendung zu Grunde liegende Paket an Bundesliga-Übertragungsrechten zahlte die ARD laut Verhandlungskreisen für die vier Spielzeiten 2013/14 bis 2016/17 420 Millionen Euro. Der Sender machte zur Höhe der Ausgaben keine Angaben.

#### Freitag
Seit der Saison 2021/22 wurde freitags um 22:30 Uhr eine halbstündige Ausgabe der Sportschau mit Highlights der 2. Bundesliga auf One ausgestrahlt.
Diese Freitagsausgabe läuft seit der Saison 2025/26 um 23:10 Uhr im Ersten. Neben den Spielen der 2. Bundesliga wird auch eine Zusammenfassung des Freitagsspiels der Fußball-Bundesliga gezeigt.

#### Samstag
In der bekanntesten und meistgesehenen Ausgabe der Sportschau am Samstagabend im Ersten werden ausführliche Zusammenfassungen von den Samstagnachmittagsspielen der Bundesliga gezeigt. Seit Januar 2008 beginnt die Sportschau um 18:00 Uhr. Da man laut Vertrag die Bundesliga und die 2. Bundesliga allerdings erst ab 18:30 Uhr zeigen darf, werden in der Zeit zwischen 18:00 und 18:30 Zusammenfassungen von einigen Spielen der 3. Liga am Samstagnachmittag sowie anderer Ligen wie der Premier League, La Liga oder auch der Frauen-Bundesliga gezeigt.
Am letzten Spieltag der drei Profi-Fußballligen beginnt die Sportschau am Samstag bereits um 17:30 Uhr mit Berichten der 3. Liga, bevor ab 18:00 sämtliche Spiele der Bundesliga zusammengefasst werden.

#### Sonntag (Das Erste)
In der Sonntagsausgabe der Sportschau um 19:15 Uhr werden neben Berichten über die Sonntagsspiele der 2. und 3. Liga auch Berichte aus anderen Sportarten gezeigt. Hier werden im Wechsel mit dem ZDF auch die DFB-Pokalspiele ausgelost.

#### Sonntag (Dritte Programme)
Seit der Saison 2013/14 gibt es sonntags in den regionalen dritten Programmen eine 20-bis 30-minütige Sportschau am Sonntag, in der Zusammenfassungen der Bundesligaspiele vom Sonntag zu sehen sind. Gesendet wird diese Sportschau am Sonntagabend um 21:45 Uhr (BR Fernsehen, hr-fernsehen, NDR Fernsehen, Radio Bremen TV, SWR Fernsehen, SR Fernsehen und WDR Fernsehen) sowie ab 22:00 Uhr (MDR Fernsehen und rbb Fernsehen). Seit 10. März 2024 ist diese Sendung bereits ab 21:15 Uhr online im Livestream zu sehen.

### Sportschau vor acht
Ebenfalls zu Beginn der Saison 2013/14 startete die Sportschau vor acht. In dem fünfminütigen Magazin am Freitag um 19:45 Uhr erfolgt ein kurzer Ausblick auf den aktuellen Spieltag der Fußball-Bundesliga und auf weitere sportliche Höhepunkte des Wochenendes.

### Livesendungen
Alle Liveübertragungen von Sportereignissen im Ersten werden unter dem Sendungstitel Sportschau ausgestrahlt.
Die ARD hält Rechte an vielen Großereignissen (Olympische Spiele, Fußball-Welt- und Europameisterschaften, Leichtathletik-Weltmeisterschaften, Handball-Europameisterschaft) und überträgt diese in der Regel im täglichen Wechsel mit dem ZDF, mit dem man sich die Rechte teilt.
Während der laufenden Saison überträgt die Sportschau zudem einzelne Spiele der deutschen Nationalmannschaft und des DFB-Pokals.
Im Winter überträgt die ARD an den Wochenenden im wöchentlichen Wechsel mit dem ZDF lange Sendestrecken von verschiedenen Wintersportarten.

## Moderatoren

### Derzeitige Moderatoren

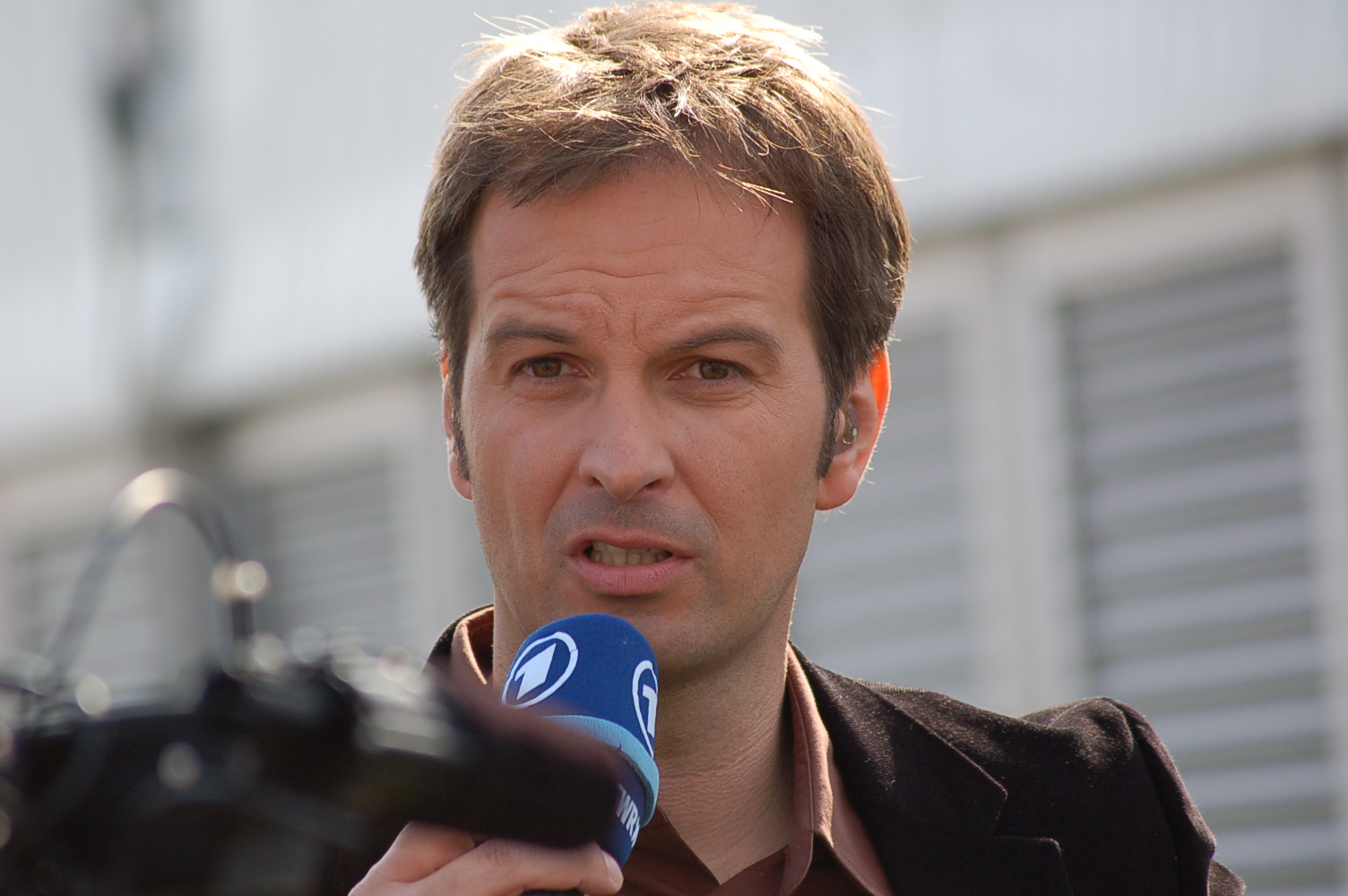
Claus Lufen (WDR) seit 1997
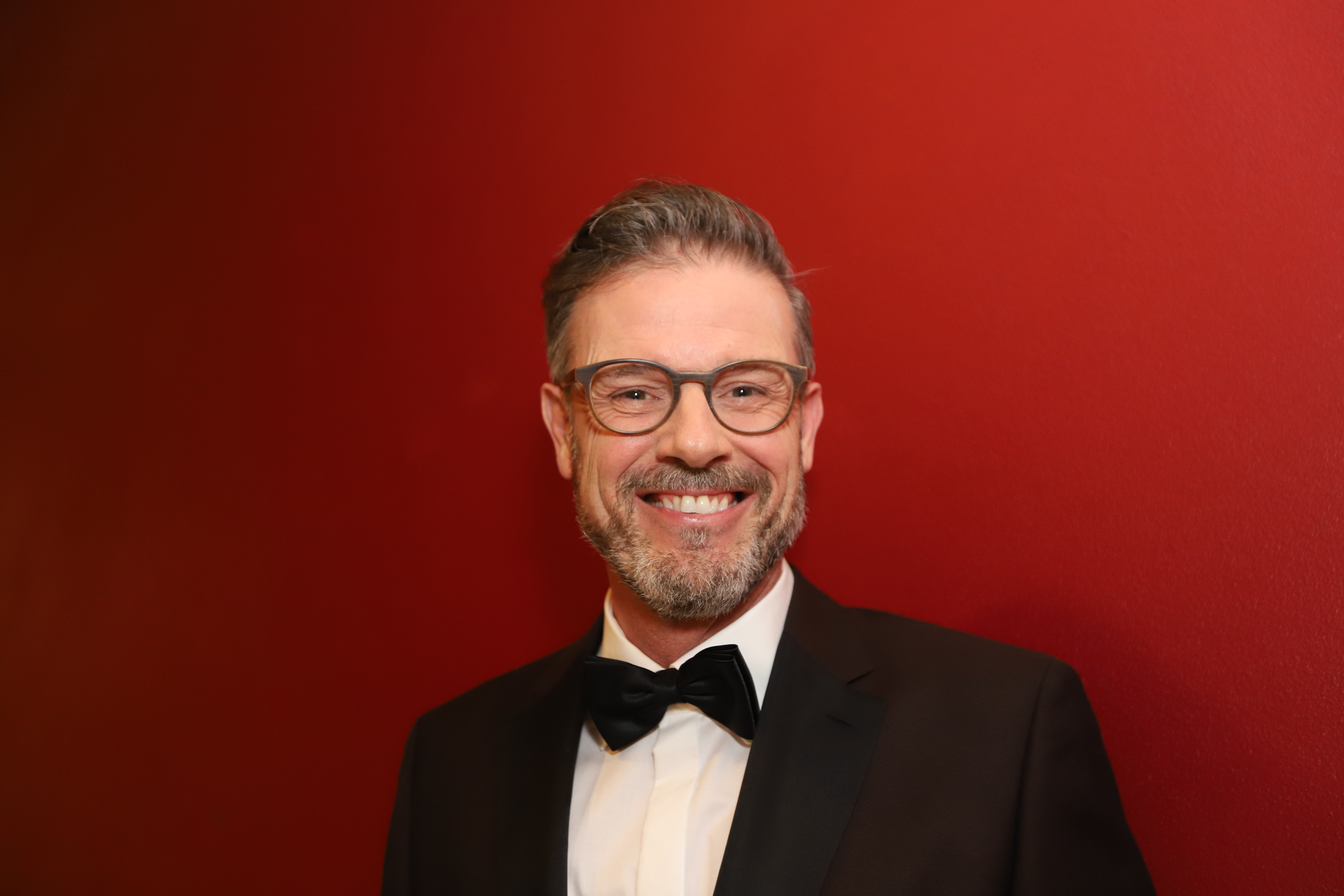
Michael Antwerpes (SWR) seit 1998
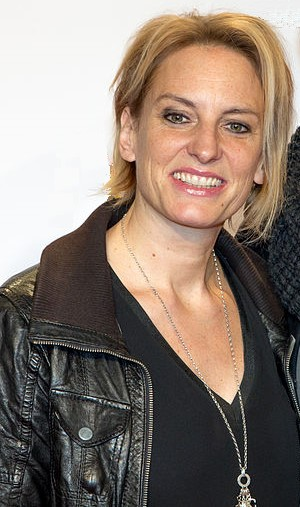
Okka Gundel (WDR) seit 2008
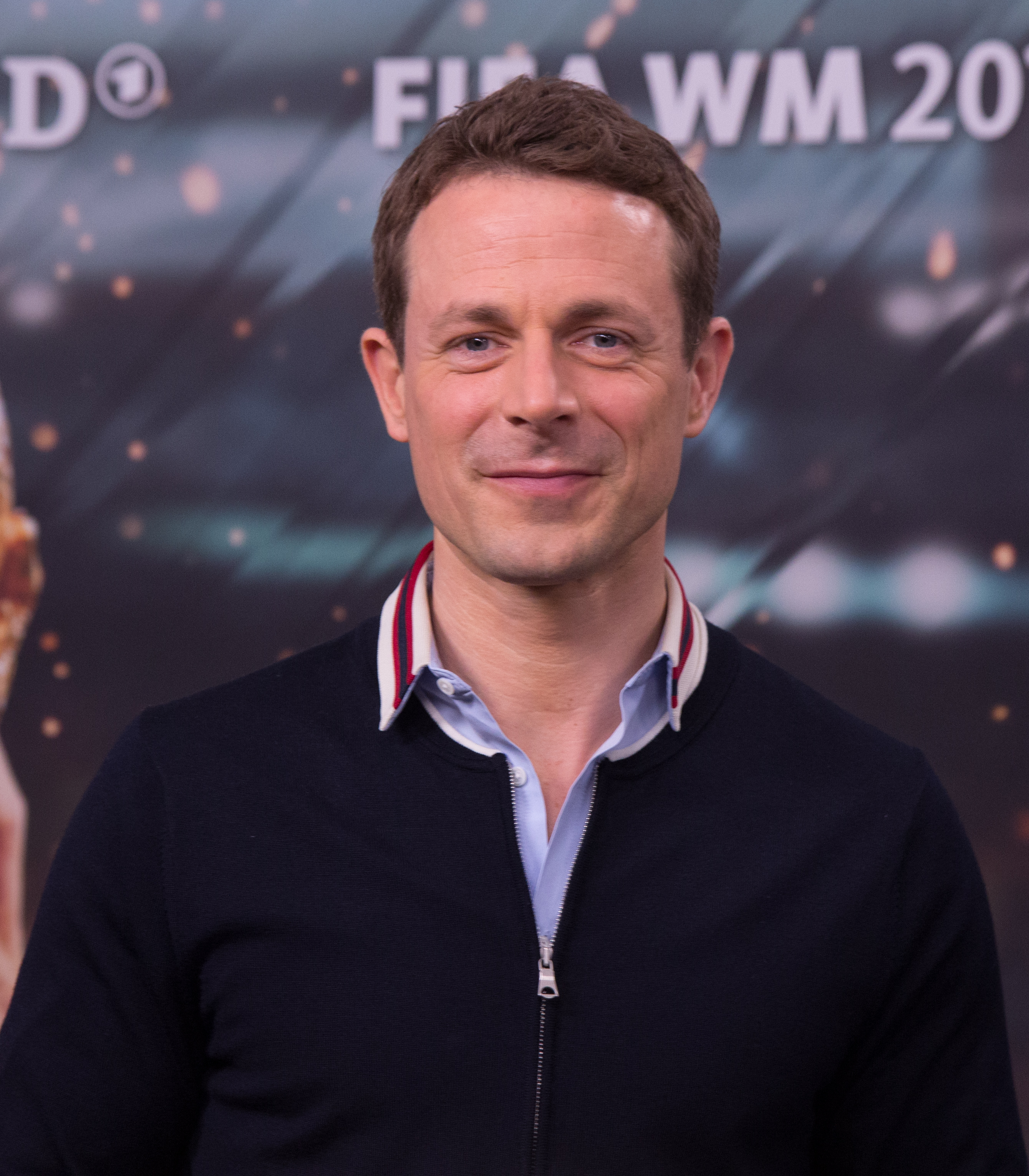
Alexander Bommes (NDR) seit 2011
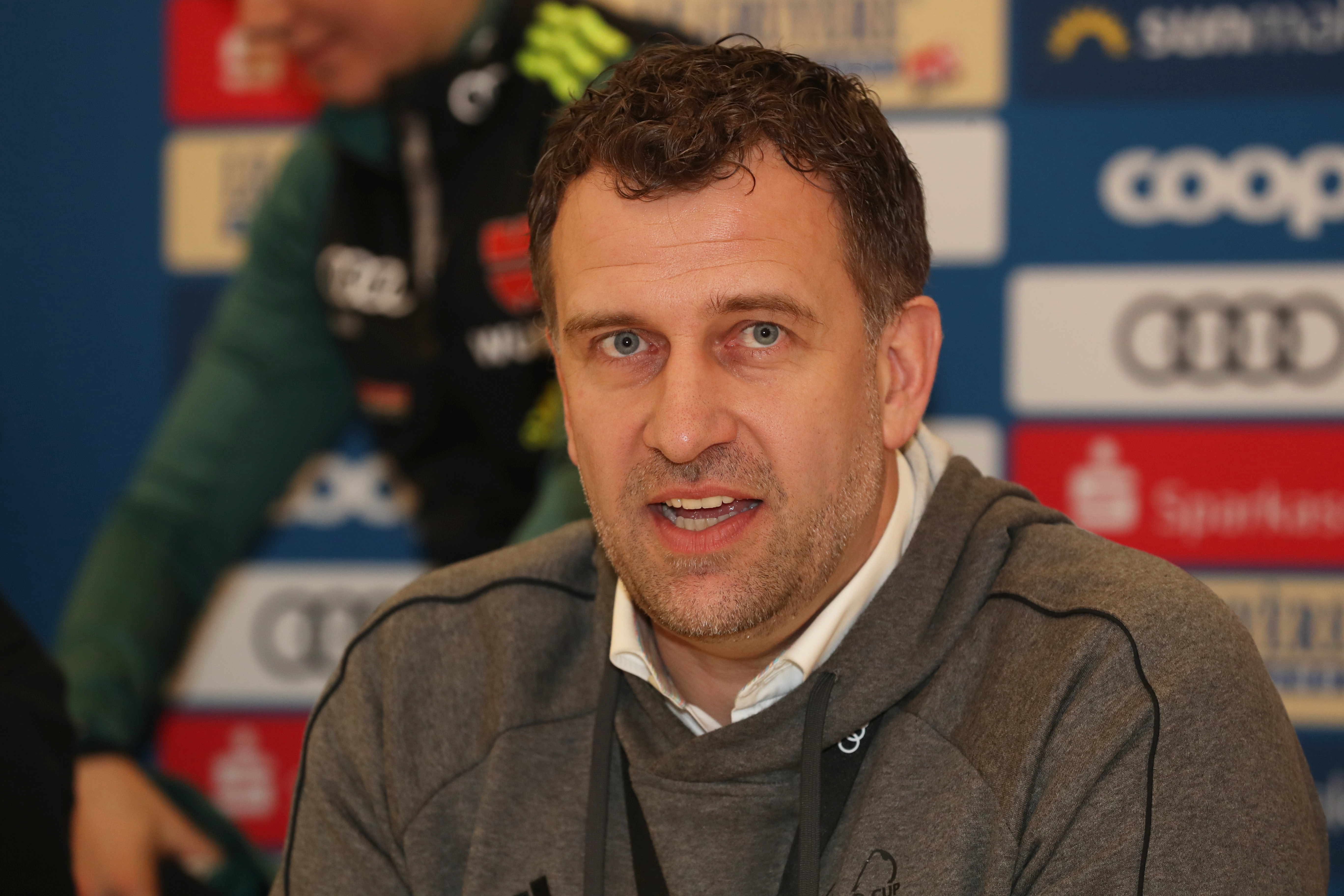
René Kindermann (MDR) seit 2011
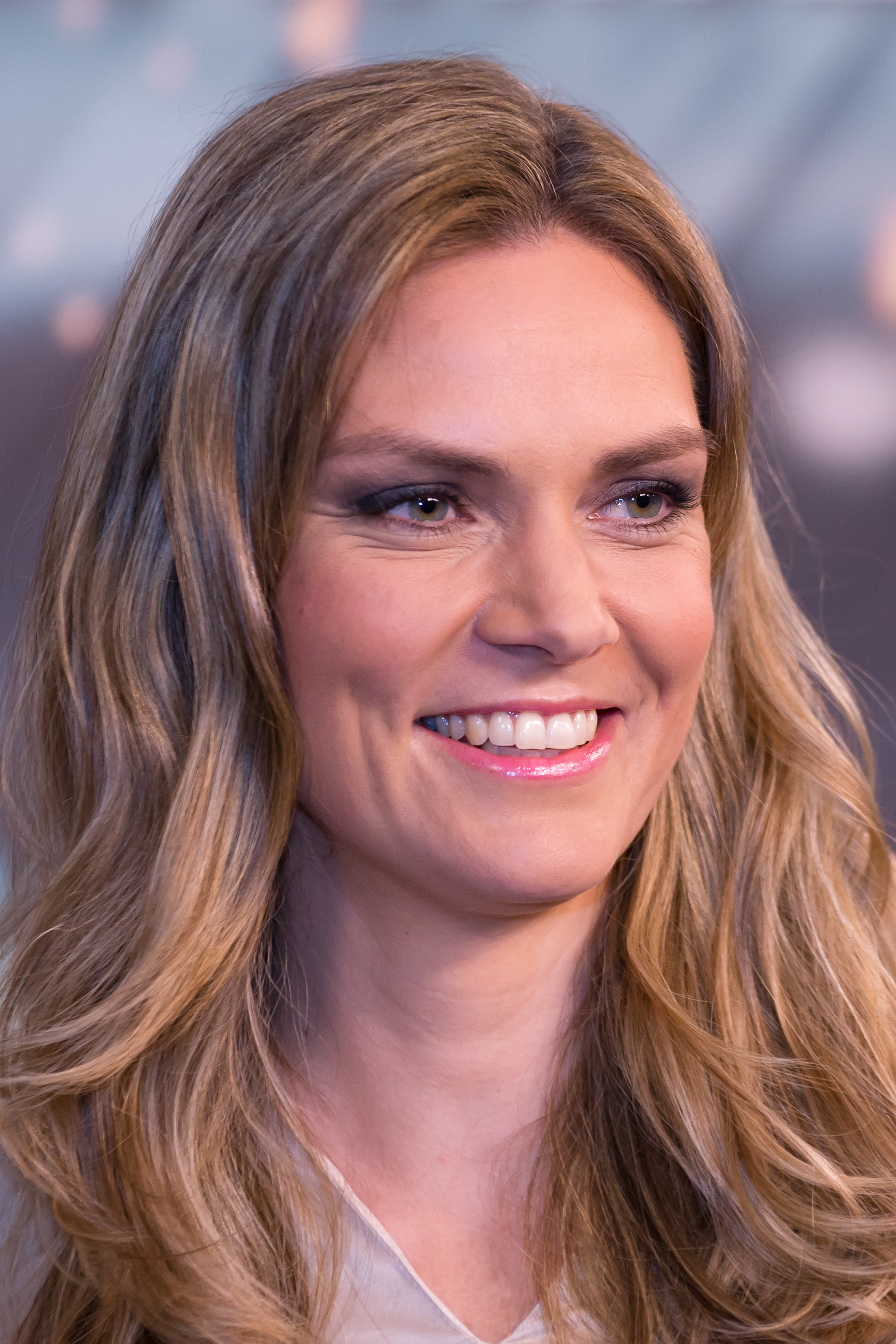
Julia Scharf (BR) seit 2014
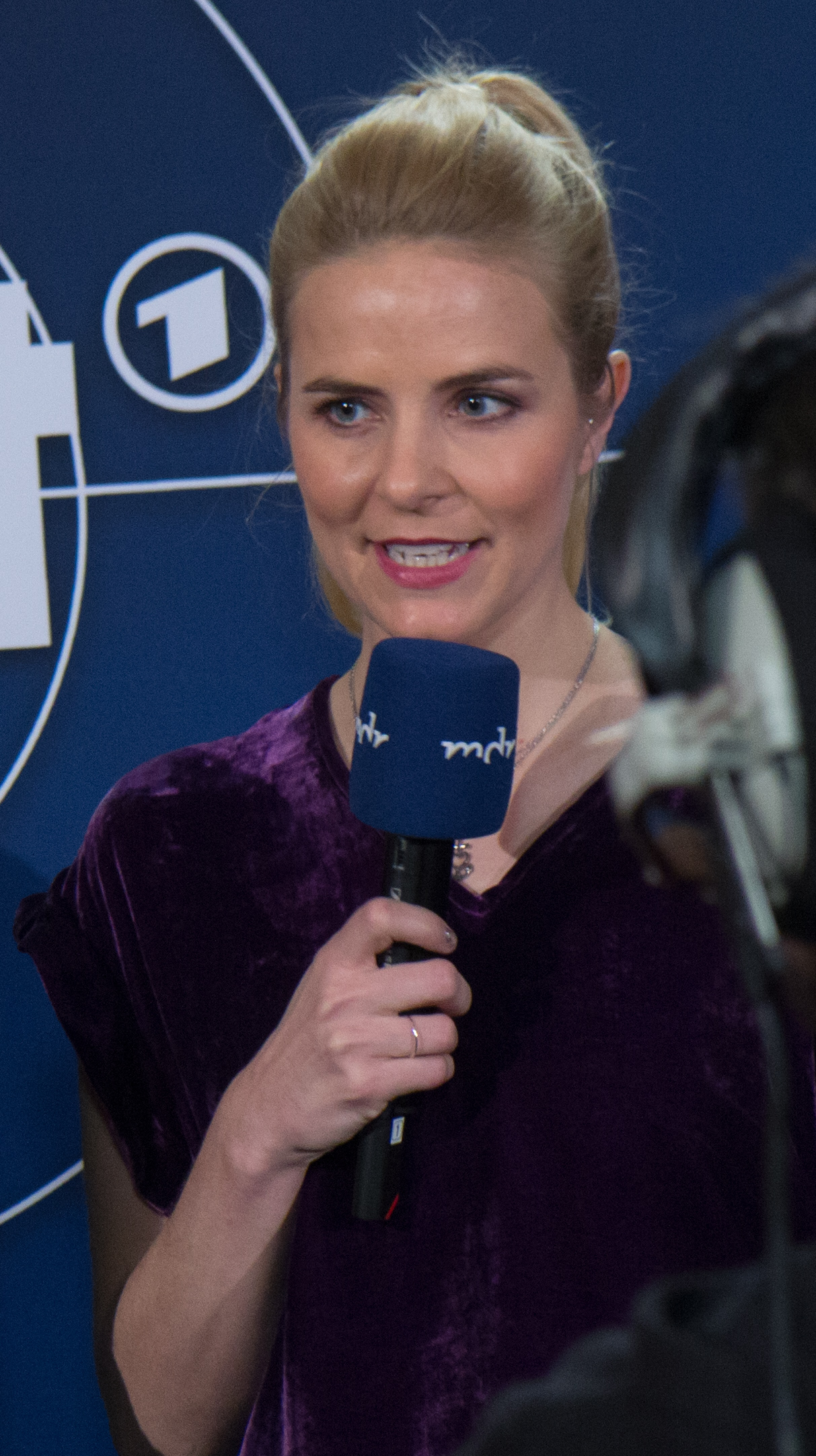
Stephanie Müller-Spirra (MDR) seit 2018
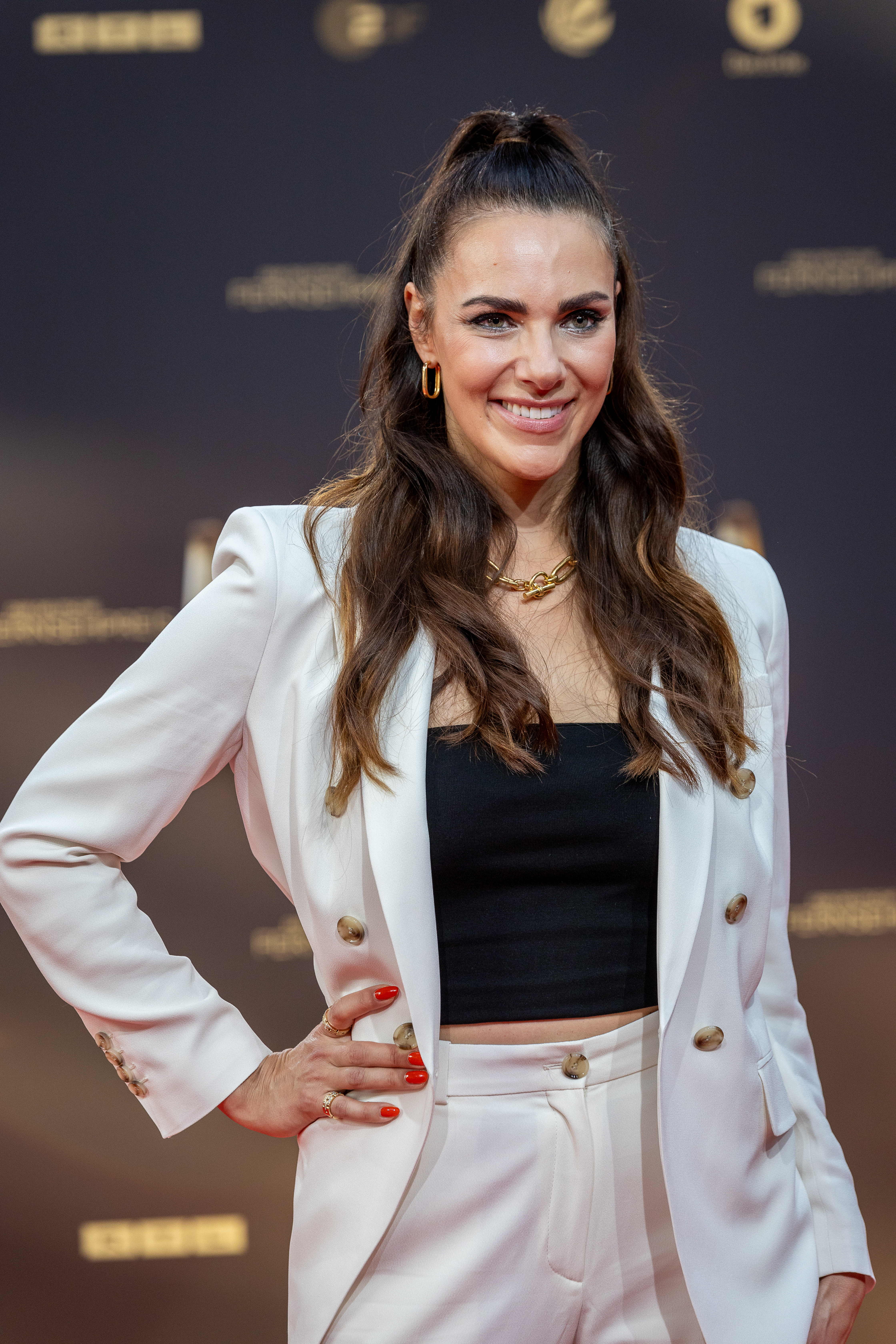
Esther Sedlaczek (BR) seit 2021
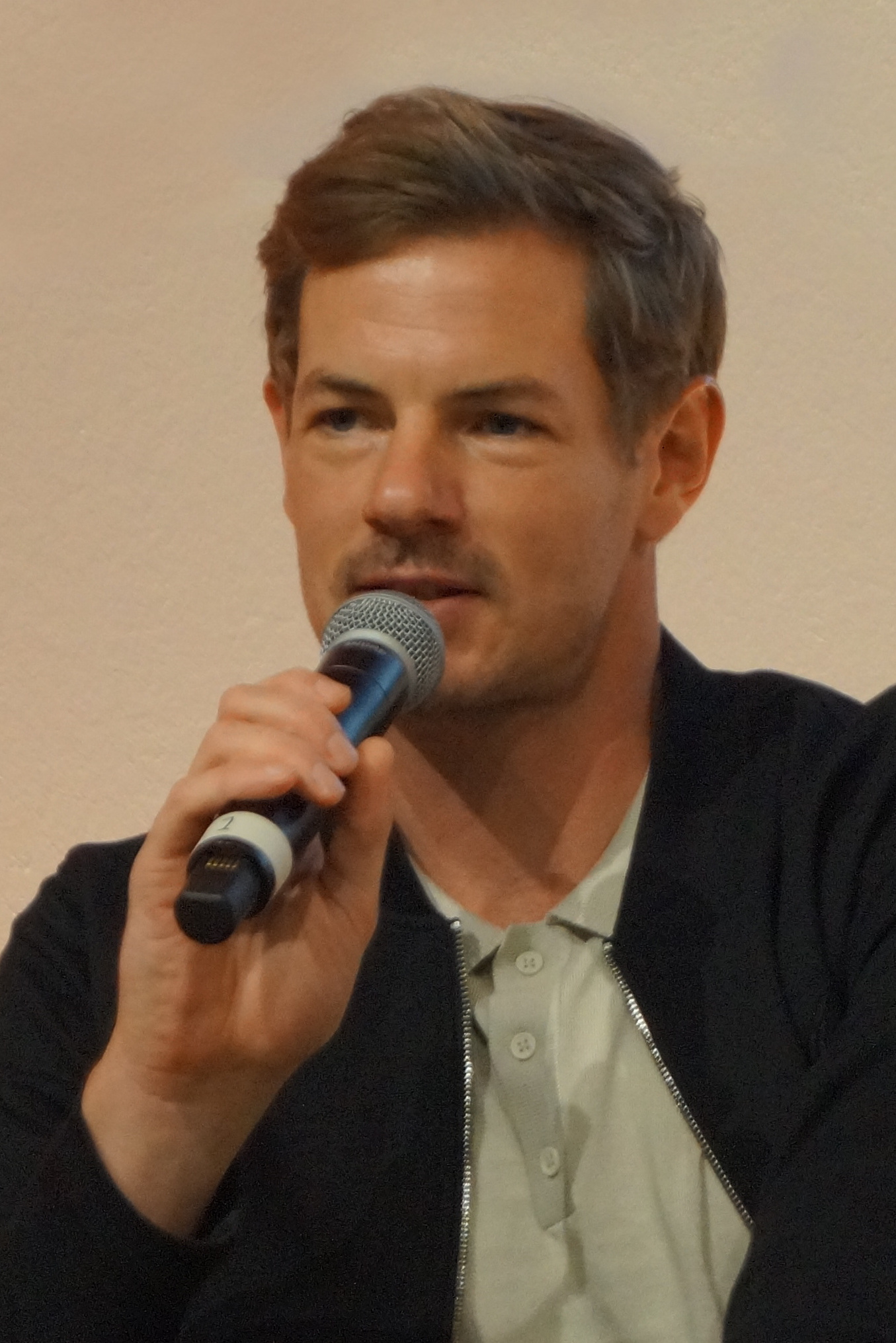
Alexander Schlüter (WDR) seit 2025

#### Bundesliga-Sportschau
| Name             | Sender | Einstieg          |
| ---------------- | ------ | ----------------- |
| Alexander Bommes | NDR    | 28. November 2015 |
| Esther Sedlaczek | BR     | 31. Juli 2021     |
| Lea Wagner       | SWR    | 21. Oktober 2023  |

#### Weitere reguläre Ausgaben
| Name                    | Sender | Einstieg |
| ----------------------- | ------ | -------- |
| Claus Lufen             | WDR    | 1997     |
| Michael Antwerpes       | SWR    | 1998     |
| Okka Gundel             | WDR    | 2008     |
| Alexander Bommes        | NDR    | 2011     |
| René Kindermann         | MDR    | 2011     |
| Julia Scharf            | BR     | 2014     |
| Stephanie Müller-Spirra | MDR    | 2018     |
| Esther Sedlaczek        | BR     | 2021     |
| Tobi Schäfer            | WDR    | 2021     |
| Lea Wagner              | SWR    | 2021     |
| Alexander Schlüter      | WDR    | 2025     |

#### Livesendungen
| Sondersendungen            |                                                                 |                                                                  |                                                                                             |
| Sportart                   | Moderator                                                       | Reporter                                                         | Experte                                                                                     |
| Sommersport                |                                                                 |                                                                  |                                                                                             |
| Fußball (Männer)           | Alexander Schlüter (WDR) Esther Sedlaczek (BR) Lea Wagner (SWR) | Tom Bartels (SWR) Christina Graf (SWR) Philipp Sohmer (SWR)      | Bastian Schweinsteiger bei Großereignissen: Thomas Broich Almuth Schult Thomas Hitzlsperger |
| Fußball (Frauen)           | Claus Lufen (WDR)                                               | Stephanie Baczyk (RBB) Christina Graf (SWR) Bernd Schmelzer (BR) | Almuth Schult                                                                               |
| Badminton                  |                                                                 | Christina Graf (SWR)                                             |                                                                                             |
| Baseball/Softball          |                                                                 | Jan Neumann (NDR)                                                |                                                                                             |
| Basketball                 | Claus Lufen (WDR) Markus Othmer (BR)                            | Holger Sauer (WDR) Lukas Schönmüller (BR)                        |                                                                                             |
| Beachvolleyball            |                                                                 | Claus Lufen (WDR) Benedikt Brinsa (WDR)                          |                                                                                             |
| Bogenschießen              |                                                                 | Sabrina Bramowski (MDR)                                          |                                                                                             |
| Boxen                      | René Kindermann (MDR)                                           | Eik Galley (MDR) Torsten Püschel (MDR)                           | Henry Maske                                                                                 |
| Breaking                   |                                                                 | Laura Trust (SWR)                                                | Christian Olah                                                                              |
| Fechten                    |                                                                 | Michael Drevenstedt (MDR)                                        |                                                                                             |
| Gewichtheben               |                                                                 | Marc Huster (MDR)                                                |                                                                                             |
| Golf                       |                                                                 | Matthias Cammann (NDR) Andreas Köstler (SWR)                     |                                                                                             |
| Handball                   | Alexander Schlüter (WDR) Stephanie Müller-Spirra (MDR)          | Florian Naß (HR) Hendrik Deichmann (NDR) Markus Herwig (MDR)     | Dominik Klein Johannes Bitter                                                               |
| Hockey                     | Ben Wozny (NDR)                                                 | Christian Blunck                                                 |                                                                                             |
| Judo                       |                                                                 | Annett Böhm (MDR)                                                |                                                                                             |
| Kanurennsport              | Juliane Möcklinghoff (NDR) Jonas Schützeberg (RBB)              | Jörg Klawitter (RBB)                                             |                                                                                             |
| Kanuslalom                 |                                                                 | Ann-Kathrin Rose (HR)                                            |                                                                                             |
| Klettern                   |                                                                 | Tobias Barnerssoi (BR)                                           |                                                                                             |
| Leichtathletik             | Claus Lufen (WDR)                                               | Ralf Scholt (HR) Tim Tonder (NDR)                                | Frank Busemann                                                                              |
| Moderner Fünfkampf         |                                                                 | Benedikt Brinsa (WDR)                                            |                                                                                             |
| Straßenradsport            | Michael Antwerpes (SWR) Lea Wagner (SWR)                        | Florian Naß (HR) Florian Kurz (WDR) Moritz Cassalette (NDR)      | Fabian Wegmann                                                                              |
| Bahnradsport               |                                                                 | Florian Naß (HR)                                                 |                                                                                             |
| BMX-Rennsport              |                                                                 | Florian Naß (HR)                                                 |                                                                                             |
| BMX-Freestyle              |                                                                 | Jan Wiecken (BR)                                                 |                                                                                             |
| Reiten                     | Sabine Hartelt (WDR)                                            | Carsten Sostmeier (NDR) Jörg Tegelhütter (NDR)                   |                                                                                             |
| Rhythmische Sportgymnastik |                                                                 | Regina Saur (SWR)                                                |                                                                                             |
| Ringen                     |                                                                 | Eik Galley (MDR)                                                 |                                                                                             |
| Rudern                     | Juliane Möcklinghoff (NDR) Jonas Schützeberg (RBB)              | Jörg Klawitter (RBB)                                             |                                                                                             |
| Rugby                      |                                                                 | Jan Neumann (NDR)                                                |                                                                                             |
| Segeln                     |                                                                 | Peter Carstens (NDR)                                             | Susann Beucke                                                                               |
| Schwimmen                  | Dominik Vischer (BR)                                            | Tom Bartels (SWR) Alexander Bleick (NDR)                         | Dorothea Brandt                                                                             |
| Skateboarding              |                                                                 | Tim Tonder (NDR) Jan Wiecken (BR)                                |                                                                                             |
| Sportschießen              |                                                                 | Eik Galley (MDR)                                                 |                                                                                             |
| Synchronschwimmen          |                                                                 | Linda Striebing (MDR)                                            |                                                                                             |
| Surfen                     |                                                                 | Jan Wiecken (BR)                                                 | Marlon Lipke                                                                                |
| Taekwondo                  |                                                                 | Annett Böhm (MDR)                                                |                                                                                             |
| Tennis                     | Ralf Scholt (HR)                                                | Matthias Cammann (NDR)                                           |                                                                                             |
| Tischtennis                |                                                                 | Christian Adolph (HR) Frank Grundhever (SR)                      |                                                                                             |
| Triathlon                  | Ralf Scholt (HR) Sebastian Rieth (HR)                           | Dirk Froberg (HR)                                                |                                                                                             |
| Turnen                     | Lea Wagner (SWR)                                                | Philipp Sohmer (SWR)                                             | Elisabeth Seitz                                                                             |
| Volleyball                 |                                                                 | Thomas Kunze (MDR)                                               |                                                                                             |
| Wasserball                 |                                                                 | Jan Neumann (NDR)                                                |                                                                                             |
| Wasserspringen             |                                                                 | Torsten Püschel (MDR)                                            |                                                                                             |
| Wintersport                |                                                                 |                                                                  |                                                                                             |
| Biathlon                   | Michael Antwerpes (SWR)                                         | Christian Dexne (RBB)                                            | Erik Lesser Arnd Peiffer                                                                    |
| Bob/Skeleton               | Claus Lufen (WDR)                                               | Eik Galley (MDR)                                                 | Mariama Jamanka                                                                             |
| Curling                    |                                                                 |                                                                  |                                                                                             |
| Eishockey                  |                                                                 | Tom Scheunemann (MDR) Bernd Schmelzer (BR)                       |                                                                                             |
| Eiskunstlauf               |                                                                 | Daniel Weiss (HR)                                                | Katarina Witt                                                                               |
| Eisschnelllauf             | Franziska Schenk (MDR)                                          | Ralf Scholt (HR)                                                 |                                                                                             |
| Freestyle-Skiing           |                                                                 | Jan Wiecken (BR) Moritz Kühn (NDR)                               |                                                                                             |
| Nordische Kombination      | Stephanie Müller-Spirra (MDR)                                   | Torsten Püschel (MDR) Linda Striebing (MDR)                      |                                                                                             |
| Rennrodeln                 | Claus Lufen (WDR)                                               | Thomas Kunze (MDR)                                               |                                                                                             |
| Shorttrack                 |                                                                 | Sabrina Bramowski (MDR)                                          |                                                                                             |
| Ski alpin                  | Julia Scharf (BR) Markus Othmer (BR)                            | Bernd Schmelzer (BR) Tobias Barnerssoi (BR)                      | Felix Neureuther                                                                            |
| Skilanglauf                | Julia Büchler (BR) Stephanie Müller-Spirra (MDR)                | Jens-Jörg Rieck (SWR)                                            |                                                                                             |
| Skispringen                | Lea Wagner (SWR)                                                | Tom Bartels (SWR) Philipp Sohmer (SWR)                           | Sven Hannawald                                                                              |
| Snowboard                  |                                                                 | Jan Wiecken (BR) Moritz Kühn (NDR)                               |                                                                                             |

### Ehemalige Moderatoren
| Name                      | Sender | von  | bis  |
| ------------------------- | ------ | ---- | ---- |
| Dieter Adler              | WDR    | 1966 | 1984 |
| Arnim Basche              | WDR    | 1964 | 1965 |
| Reinhold Beckmann         | WDR    | 1988 | 1992 |
| Reinhold Beckmann         | WDR    | 2003 | 2017 |
| Alexander von Bentheim    | SFB    | 1967 | 1967 |
| Silke Böschen             | RBB    | 2005 | 2006 |
| Hagen Boßdorf             | ORB    | 2000 | 2000 |
| Kurt Brumme               | WDR    | 1965 | 1966 |
| Gerhard Delling           | NDR    | 1987 | 2019 |
| Heinz Deutschendorf       | SFB    | 1968 | 1970 |
| Jürgen Emig               | HR     | 1990 | 2004 |
| Heribert Faßbender        | WDR    | 1982 | 1998 |
| Addi Furler               | WDR    | 1961 | 1995 |
| Walter Hahn               |        | 1963 | 1963 |
| Sabine Hartelt            | WDR    |      |      |
| Waldemar Hartmann         | BR     | 1990 | 2008 |
| Ernst Huberty             | WDR    | 1961 | 1982 |
| Fritz Klein               | NDR    | 1975 | 1986 |
| Wolfgang Klein            | NDR    | 1966 | 1966 |
| Oskar Klose               | BR     | 1967 | 1969 |
| Volker Kottkamp           | SWF    | 1975 | 1983 |
| Wolfhard Kuhlins          | HR     | 1966 | 1987 |
| Peter Langer              |        | 1963 | 1964 |
| Monica Lierhaus           | WDR    | 2004 | 2009 |
| Werner Lux                |        | 1961 | 1970 |
| Gerhard Meier-Röhn        | SWR    | 1991 | 1996 |
| Rudi Michel               | SWF    | 1965 | 1966 |
| Wilfried Mohren           | MDR    | 1992 | 1995 |
| Hugo Murero               | WDR    | 1965 | 1966 |
| Wolfgang Nadvornik        | BR     | 2007 | 2011 |
| Holger Obermann           | HR/SDR | 1971 | 1984 |
| Matthias Opdenhövel       | WDR    | 2011 | 2021 |
| Volker Rath               |        | 1966 | 1966 |
| Hans-Joachim Rauschenbach | HR     | 1968 | 1989 |
| Ines Riedel               |        |      |      |
| Gerd Rubenbauer           | BR     | 1992 | 2005 |
| Franziska Schenk          | MDR    | 2012 | 2014 |
| Ralf Scholt               | WDR/HR | 1995 | 2014 |
| Klaus Schwarze            | WDR    | 1978 | 1996 |
| Karl Senne                |        | 1961 | 1962 |
| Günter Siefarth           | WDR    | 1961 | 1964 |
| Steffen Simon             | SFB    | 1994 | 1998 |
| Jochen Sprentzel          | SFB    | 1988 | 1994 |
| Eberhard Stanjek          | BR     | 1971 | 1985 |
| Manfred Vorderwülbecke    | BR     | 1975 | 1988 |
| Jessy Wellmer             | RBB    | 2014 | 2023 |
| Anne Will                 | SFB    | 1999 | 2001 |
| Günter Wölbert            | SDR    | 1971 | 1975 |
| Jörg Wontorra             | RB     | 1984 | 1992 |
| Werner Zimmer             | SR     | 1966 | 1993 |

Stand: August 2025

## Auszeichnungen
- 2016: Deutscher Fernsehpreis in der Kategorie „Bester Sportjournalismus“ für Geheimsache Doping: Im Schattenreich der Leichtathletik und Geheimsache Doping: Wie Russland seine Sieger macht

## Briefmarke
Am 10. Oktober 2024 brachte die Deutsche Post innerhalb der Serie "Deutsche Fernsehlegenden" ein Sonderpostwertzeichen zum Nennwert von 85 Eurocent mit dem Text "DIE SPORTSCHAU seit 1961" heraus, Michel-Nummer 3854.